# Črnozeleni koprenar
Črnozeleni koprenar (znanstveno ime Calonarius atrovirens) je gliva iz rodu koprenarjev (Calonarius).

## Značilnosti
Klobuk je na začetku polkroglast, nato se splošči in široko izboči, dokler ne postane skoraj ploščat. V premeru ima od 9 do 11 cm. V mokrem vremenu je sluzast, sicer pa suh in bleščeč. Je rumeno zelene, olivno zelene do zelenkasto črne barve. Na površini so gosta majhna in črna vraščena vlakna. Pod kožico je olivno zelena plast mesa.
Bet je visok od 5 do 10 cm in debel od 1 do 1,5 cm. Je vzdolžno naguban in rumenkasto zelene barve, v starosti postane temnejši. V dnišču je zadebelitev v obliki čebulice, ki v spodnjem delu limonasto rumena. Niti ovoja, ki so značilne za koprenarke so v mladosti zelene, kasneje pa postanejo rjave zaradi trosnega prahu.
Lističi so tanki, gosti in zaobljeno izrezani z ostrim robom. Ostrinka je drobno nazobčana in rahlo valovita. So limonasto rumeni do olivno zeleni in v starosti potemnijo.

Najpomembnejša lastnost po kateri ga lahko prepoznamo, je značilen vonj po črnem popru.

## Razširjenost in življenjski prostor
Raste od avgusta do novembra na apnenčastih podlagah. Tvori mikorizo s smrekami, jelkami ali bori. Je zelo redka in poznanih je samo nekaj najdišč razmetanih po Severni Evropi, Alpah in Pirenejih. Najdena je bila tudi v Sloveniji, v Veliki Britaniji pa velja za izumrlo.

## Mikroskopske značilnosti
Trosni prah je rjasto rjav. Trosi so mandljaste oblike in merijo 9,5–11 × 5,5–6,5 µm.

## Podobne vrste
- olivnozeleni koprenar (Calonarius flavovirens) je svetlejši in ima mokast vonj
- Calonarius ionochlorus je mikorizen z bukvijo ali hrastom in ima sivkasto vijoličaste lističe[3]

## Uporabnost
Velja za strupenega, čeprav v njemu niso našli sledov smrtno nevarnega orelanina, ki je značilen za sorodne koprenke, med katere je bil črnozeleni koprenar do nedavnega uvrščen.

## Galerija slik
- Lističi in bet